# گونار برکرتز
گونار برکرتز (به انگلیسی: Gunnar Birkerts) متولد ۱۹۲۵ معمار آمریکایی لاتویایی-الاصل قرن بیستم است.
گونار برکرتز پیرو سبک ایرو سارینن بوده، و آثار زیادی از خود برجای گذاشته. او مدتی در مدرسه معماری دانشگاه میشیگان نیز تدریس کرد.

## زندگی‌نامه
گونار برکرتز متولد ۱۹۲۵ معمار آمریکایی - لتونیایی قرن بیستم است.
برکرتز در لتونی به دنیا آمد ولی بیشتر عمر خود را در ایالت دیترویت، میشیگان سپری کرد.
او در سال ۱۹۴۹ از دانشگاه فنی اشتوتگارت آلمان فارغ‌التحصیل شد. سپس به آمریکا آمد و پیش از تأسیس شرکت خود در دیترویت، برای تعدادی از معماران سرشناس آن دوره کار کرد.
شرکت برکرتز جوایز مهمی از سازمان ملی معماران آمریکا و جامعه معماران میشیگان برای پروژه‌های خود دریافت کرد.
گونار برکرتز به عنوان یکی از اعضای مؤسسه معماران آمریکا در سال ۱۹۷۰ و یکی از اعضای انجمن معماری لتونی در سال ۱۹۷۱ انتخاب شد.
او جوایز انفرادی متعددی نیز دریافت کرده‌است.